# Урала
Урала (авар. ГӀурала) — село в Гунибском районе Дагестана. Входит в состав Тлогобского сельсовета.

## География
Село находится на берегу реки Кунада, на расстоянии 13 км к северо-западу от села Гуниб, административного центра района.

## Население
| 1926 | 1939 | 1970 | 1989 | 2002 | 2010 | 2021 |
| ---- | ---- | ---- | ---- | ---- | ---- | ---- |
| 250  | ↘137 | ↘130 | ↘83  | ↘0   | ↗61  | ↗106 |

## Известные уроженцы
- Алиев, Саид Давыдович (1917—1991) — советский военнослужащий, старший лейтенант, Герой Советского Союза.